# Kalina, Dobrici
Kalina (în bulgară Калина, în română Călina) este un sat în comuna Gheneral-Toșevo, regiunea Dobrici, Dobrogea de Sud, Bulgaria. 
Între anii 1913-1940 a făcut parte din plasa Casim a județului Caliacra, România.

## Demografie
Componența etnică a satului Kalina
     Bulgari (95,45%)
     Nicio identificare (4,54%)
     Altele (0%)
La recensământul din 2011, populația satului Kalina era de 66 locuitori. Din punct de vedere etnic, majoritatea locuitorilor (95,45%) erau bulgari. Pentru 4,54% din locuitori nu este cunoscută apartenența etnică.